# 結婚予定日
『結婚予定日』（けっこんよていび）は、西原衣都による小説作品。小説投稿サイト「エブリスタ」にて2019年1月21日から6月3日まで連載された。「エブリスタ」では総合ランキング1位を記録した。
ムノによる漫画版が、漫画配信アプリ『マンガBANG!』（Amazia）にて2020年3月28日より2023年12月2日まで連載された。2023年7月4日現在、電子単行本で累計30万部を突破している。
毎日放送「ドラマ特区」枠でテレビドラマ化され、2023年8月4日から9月29日まで放送された。

## あらすじ
「26歳で結婚、27歳と29歳で子どもを産み、温かい家庭を築く」という理想を抱く独身アラサーOLの河合佳子は、29歳の誕生日直前に3年半交際していた恋人から破局を告げられ、失意のどん底にいたところに偶然、部署一のハイスペックイケメンで後輩の結城真臣と偶然にカフェで居合わせ会話していると、突然「1年でお相手ができなければ私と結婚しましょう」と提案をされる。

## 登場人物
結城真臣 (ゆうき まさおみ)
営業部のエースで、部署一の超ハイスペックイケメン。
河合佳子 (かわい よしこ)
結城と同じ営業部で事務の独身アラサーOL。

## 書誌情報

### 漫画
- 西原衣都（原作）・ムノ（漫画） 『結婚予定日』 Amazia〈マンガBANGコミックス〉、全8巻[5]

| 巻数 | 電子書籍発売日 | 書籍発売日    | ISBN              |
| ---- | -------------- | ------------- | ----------------- |
| 1    | 2020年9月26日  | 2023年7月25日 | 978-4-8242-0000-6 |
| 2    | 2021年4月30日  | 2023年7月25日 | 978-4-8242-0001-3 |
| 3    | 2021年8月18日  | 2023年8月25日 | 978-4-8242-0019-8 |
| 4    | 2022年1月14日  |               |                   |
| 5    | 2022年7月15日  |               |                   |
| 6    | 2023年1月15日  |               |                   |
| 7    | 2023年7月14日  |               |                   |
| 8    | 2024年1月15日  |               |                   |

## ボイスコミック
2023年3月22日から6月30日にかけて、マンガBANGコミックスのYouTube上の公式チャンネル「マンガBANGコミックスちゃんねる」にて、試し読みを目的としたボイスコミックが配信開始された。
キャスト
- 佳子 - しょうぐう
- 結城／吉良 - 湯本一宗
- 大輔 - 赤星優希
- るな - りこ。
- 麗佳 - 三浦陽子
- 大友 - 杉山あつし

## テレビドラマ
2023年8月4日（3日深夜）から9月29日（28日深夜）まで、毎日放送の深夜ドラマ枠「ドラマ特区」にて放送された。主演は松田元太（Travis Japan）と大原櫻子。

### キャスト

#### 主要人物
結城真臣（ゆうき まさおみ）〈25〉
演 - 松田元太（Travis Japan）
河合佳子（かわい よしこ）〈29〉
演 - 大原櫻子

#### 周辺人物
吉良凌平（きら りょうへい）〈25〉
演 - 柾木玲弥
相原るな（あいはら るな）〈24〉
演 - 大原優乃
中条麗佳（なかじょう れいか）〈27〉
演 - 小島梨里杏
友永真理（ともなが まり）〈45〉
演 - 宮澤美保
美鈴侑里香（みすず ゆりか）〈25〉
演 - 野崎智子
堂本尊（どうもと たける）〈23〉
演 - 佐藤友祐（lol）
保坂大輔（ほさか だいすけ）〈31〉
演 - 古屋呂敏

### スタッフ
- 原作 - 「結婚予定日」マンガBANGコミックス（原作：西原衣都 / 漫画：ムノ）
- 監督 - 深川栄洋、大内隆弘、森裕史
- 脚本 - 綿種アヤ、ニシオカ・ト・ニール、藤平久子
- 音楽 - TAKASHI TSUZUKI、都筑清太郎
- オープニング主題歌 - Travis Japan「99 PERCENT」（Capitol Records）[25]
- エンディング主題歌 - のんぴー「でんせん」（Nonpy records）[26]
- 制作プロダクション - 東北新社
- 製作幹事 - エイベックス・ピクチャーズ
- 製作 - 「結婚予定日」製作委員会、毎日放送

### 放送日程
| 話数  | 放送日  | 脚本                 | 監督     |
| ----- | ------- | -------------------- | -------- |
| 第1話 | 8月04日 | 綿種アヤ             | 深川栄洋 |
| 第2話 | 8月11日 | 綿種アヤ             | 深川栄洋 |
| 第3話 | 8月18日 | 綿種アヤ             | 深川栄洋 |
| 第4話 | 9月01日 | ニシオカ・ト・ニール | 大内隆弘 |
| 第5話 | 9月08日 | 藤平久子             | 森裕史   |
| 第6話 | 9月15日 | 藤平久子             | 森裕史   |
| 第7話 | 9月22日 | 藤平久子             | 森裕史   |
| 第8話 | 9月29日 | 綿種アヤ             | 深川栄洋 |

### ネット局
| 放送期間                | 放送時間                    | 放送局       | 対象地域   | 備考              |
| ----------------------- | --------------------------- | ------------ | ---------- | ----------------- |
| 2023年8月3日 - 9月28日  | 木曜 23:30 - 翌 0:00        | テレビ神奈川 | 神奈川県   | 1時間29分先行放送 |
| 2023年8月4日 - 9月29日  | 金曜 0:59 - 1:29 (木曜深夜) | 毎日放送     | 近畿広域圏 | 製作局            |
|                         | 金曜 23:00 - 23:30          | 千葉テレビ   | 千葉県     |                   |
| 2023年8月10日 - 10月5日 | 木曜 22:30 - 23:00          | とちぎテレビ | 栃木県     |                   |
|                         | 木曜 23:30 - 翌 0:00        | テレビ埼玉   | 埼玉県     |                   |
|                         |                             | 群馬テレビ   | 群馬県     |                   |

### ネット配信
| 配信開始月 | 配信サイト | 配信料金     | 備考       |
| ---------- | ---------- | ------------ | ---------- |
| 2023年8月  | TVer       | 広告付き無料 | 見逃し配信 |
| 2023年8月  | FOD        | 定額制有料   |            |

| 毎日放送 ドラマ特区 | 毎日放送 ドラマ特区 | 毎日放送 ドラマ特区    |
| 前番組              | 番組名              | 次番組                 |
| ------------------- | ------------------- | ---------------------- |
| 犬と屑              | 結婚予定日          | 君となら恋をしてみても |